# Comesperma flavum
Comesperma flavum är en jungfrulinsväxtart som beskrevs av Dc.. Comesperma flavum ingår i släktet Comesperma och familjen jungfrulinsväxter. Inga underarter finns listade i Catalogue of Life.